# Ludwig Giesebrecht

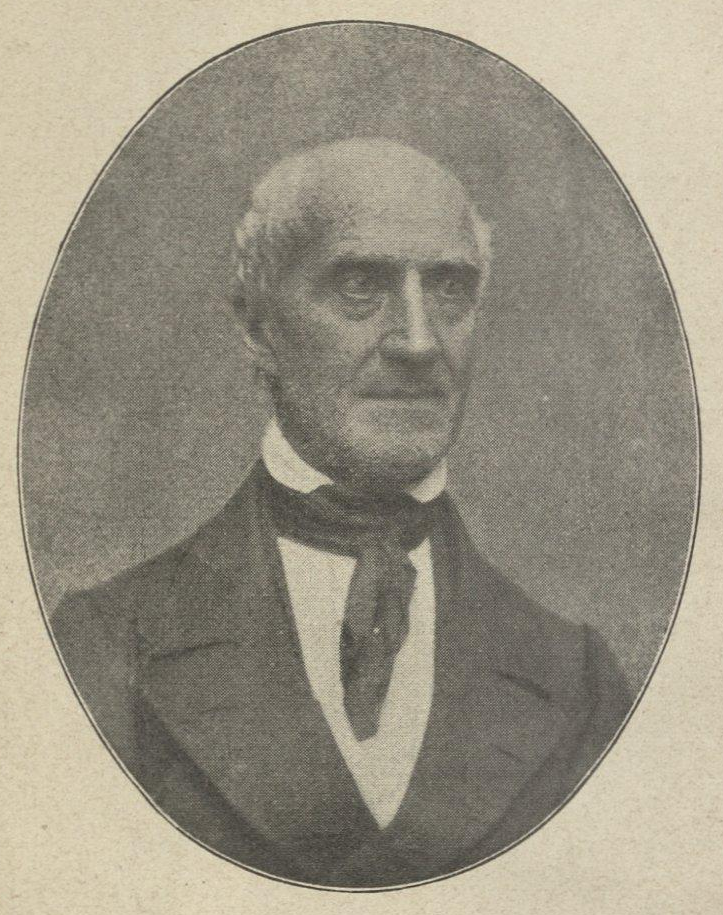
Ludwig Giesebrecht, undatierte Fotografie

Heinrich Ludwig Theodor Giesebrecht (* 5. Juli 1792 in Mirow; † 18. März 1873 in Jasenitz) war ein deutscher Dichter und Historiker.

## Leben
Ludwig Giesebrecht war der dritte Sohn des Mirower Pastors Benjamin Giesebrecht (1741–1826) und dessen Frau Elisabeth, Tochter des Mirower Pastors Johann Ludwig Leithäuser. Nachdem er gemeinsam mit seinem Zwillingsbruder Friedrich (1792–1875) in Mirow die Schule und in Berlin die oberen Klassen des Gymnasiums Zum Grauen Kloster absolviert hatte, studierten beide ab 1812 in Berlin. Im folgenden Jahr unterbrachen sie das Studium und nahmen als Freiwillige im mecklenburg-strelitzschen Husarenregiment von 1813 bis 1815 an den Befreiungskriegen teil. Nach der Schlacht an der Katzbach trennten sich die Wege der Zwillingsbrüder.
Ludwig Giesebrecht konnte wegen einer Krankheit seinen Militärdienst zunächst nicht fortsetzen. Nach seiner Genesung studierte er an der Universität Greifswald. In dieser Zeit beschäftigte er sich zusätzlich mit historischen und poetischen Arbeiten. Nach der Rückkehr Napoleons meldete er sich erneut zum Militär, nahm aber in Frankreich an keiner Schlacht teil. Nach seiner Rückkehr begann er 1816 eine Tätigkeit als Lehrer am Marienstiftsgymnasium in Stettin. Ab 1826 Professor, unterrichtete er dort 50 Jahre lang Deutsch, Geschichte und Religionswissenschaften.
In Stettin befasste er sich mit der Erforschung der Geschichte Pommerns. Er wurde 1824 der erste Sekretär der neugegründeten Gesellschaft für pommersche Geschichte und Altertumskunde und war einer der Redakteure zunächst der Neuen Pommerschen Provinzialblätter und dann der von der Gesellschaft herausgegebenen Baltischen Studien, in denen er auch eigene Aufsätze veröffentlichte.
Im Jahr 1848 zog er für den 11. Wahlkreis der Provinz Pommern (Stettin) in die Frankfurter Nationalversammlung ein. Dort schloss er sich der Casinopartei an.
Giesebrecht wurde 1861 mit dem Roten Adlerorden IV. Klasse und 1866 mit dem Ritterkreuz des Königlichen Hausordens von Hohenzollern ausgezeichnet. Die Universität Königsberg ernannte ihn 1862, die Universität Greifswald 1866 zum Dr. h.c.
Auch im Ruhestand ab 1866 beschäftigte er sich weiter mit historischen Studien und der Dichtkunst. Seine letzten Lebensjahre verbrachte er bei seiner Tochter in Jasenitz (Vorpommern).
Ludwig Giesebrecht heiratete am 17. März 1820 in Stettin Ernestine Friedrike Amalie Hasselbach (1803–1866), die jüngste Tochter des Anklamer evangelischen Pfarrers Christoph Theophilus Hasselbach (1739–1805); sie war zum Zeitpunkt der Eheschließung erst 17 Jahre alt. Der spätere Stettiner Bürgermeister Felix Leonhard Giesebrecht ging aus dieser Verbindung hervor.

## „Der Lotse“
Im Jahr 1836 erschien sein bekanntestes Gedicht „Der Lotse“, welches ursprünglich das Ende der Ballade „Der Normann“ war.

„Siehst du die Brigg dort auf den Wellen?
Sie steuert falsch, sie treibt herein
Und muß am Vorgebirg zerschellen,
Lenkt sie nicht augenblicklich ein.
Ich muß hinaus, daß ich sie leite! -
Gehst du in's offne Wasser vor,
So legt dein Boot sich auf die Seite
Und richtet nimmer sich empor. --
Allein ich sinke nicht vergebens,
Wenn sie mein letzter Ruf belehrt:
Ein ganzes Schiff voll jungen Lebens
Ist wohl ein altes Leben werth!
Gieb mir das Sprachrohr! Schifflein, eile,
Es ist die letzte, höchste Noth. -
Vor fliegendem Sturme gleich dem Pfeile
Hin durch die Schären eilt das Boot.
Jetzt schießt es aus dem Klippenrande,
Links müßt ihr steuern! hallt ein Schrei,
Kieloben treibt das Boot zu Lande,
Und sicher fährt die Brigg vorbei.“

## Werke (Auswahl)
Giesebrecht hat sich als Dichter, Lehrer und Historiker einen geachteten Namen erworben. Er veröffentlichte unter anderem:
- Zur Ottenfeier. ein Gedicht, Greifswald 1824.
- Epische Dichtungen. Stettin 1827.
- Lehrbuch der Geschichte. 3 Bände:
  - Lehrbuch der alten Geschichte. Berlin 1833.
  - Lehrbuch der mittleren Geschichte für den Gebrauch der oberen Gymnasialklassen und zum Selbstunterricht. Stettin 1836.
  - Lehrbuch der neueren Geschichte. Stettin 1846.
- Der Rostocker Landfriede und sein Einfluß auf Pommern. In: Baltische Studien. Band 2, Heft 1, Stettin 1833, S. 101–106 (Volltext in der Google-Buchsuche)
- Ueber die neueste Deutung der Norddeutschen Grabalterthümer. In: Baltische Studien. Band 5, Heft 2, Stettin 1838, S. 46–49 (Volltext in der Google-Buchsuche).
- Ueber die Religion der Wendischen Völker an der Ostsee. In: Baltische Studien. Band 6, Heft 1, Stettin 1839, S. 128–161 (Volltext in der Google-Buchsuche).
- Zur Beurtheilung Adams von Bremen. In: Baltische Studien. Band 6, Heft 1, Stettin 1839, S. 183–203 (Volltext in der Google-Buchsuche).
- Wendische Runen. In: Baltische Studien. Band 6, Heft 1, Stettin 1839, S. 239–243 (Volltext in der Google-Buchsuche).
- Gedichte. Emil Güntz, Leipzig 1836. (Volltext in der Google-Buchsuche)
  - Zweibändige 2. Auflage, Th. von der Rahmer, Stettin 1867.
  - 3. Auflage (Auswahl von Gedichten, hrsg. von Konrad Telmann), Saunier, Stettin 1885.
  - 4. Auflage (Auswahl von Gedichten, hrsg. von Hugo Kaeker), Verlag von Franz Wittenhagen’s Buchhandlung, Stettin 1904, urn:nbn:de:gbv:9-g-5275736.
- Wendische Geschichten vor der Karolingerzeit. In: Baltische Studien. Band 6, Heft 2, Stettin 1839, S. 1–16 (Volltext in der Google-Buchsuche).
- Wendische Geschichten der Karolingerzeit. In: Baltische Studien. Band 6, Heft 2, Stettin 1839, S. 123–186 (Volltext in der Google-Buchsuche).
- Wendische Geschichten aus der Zeit der ersten Ludolfinger. In: Baltische Studien. Band 7, Heft 1, Stettin 1840,  S. 1–110 (Volltext in der Google-Buchsuche).
- Zur Chronologie der ältesten Pommerschen Urkunden. In: Baltische Studien. Band 9, Heft 2, Stettin 1843, S. 165–172 (Volltext in der Google-Buchsuche).
- Archäologische Bemerkungen. Ackerbau in der Steinzeit. In: Baltische Studien. Band 9, Heft 2, Stettin 1843, S. 173–183 (Volltext in der Google-Buchsuche).
- Wendische Geschichten aus den Jahren 780 bis 1182. 3 Bände, Berlin 1843:
  - Band 1 (Digitalisat im Internet Archive)
  - Band 2 (Digitalisat im Internet Archive)
  - Band 3 (Digitalisat im Internet Archive)
- Ein Wort zu Thorlacius. In: Baltische Studien. Band 10, Heft 1, Stettin 1844, S. 129–137 (Volltext in der Google-Buchsuche).
- Stettin, Sczecino und Burstaborg. In: Baltische Studien. Band 10, Heft 2, Stettin 1844, S. 1–10 (Volltext in der Google-Buchsuche)
- Die Zeichen des Donnergottes diesseits der Ostsee. In: Baltische Studien. Band 10, Heft 2, Stettin 1844, S. 27–75 (Volltext in der Google-Buchsuche)
- Die Gräber des Greifengeschlechts heidnischer Zeit. In: Baltische Studien. Band 10, Heft 2, Stettin 1844, S. 76–120 (Volltext in der Google-Buchsuche)
- Über den Burgwall bei Kriwitz. In: Baltische Studien. Band 10, Heft 2, Stettin 1844, S. 175–179 (Volltext in der Google-Buchsuche)
- Maciejowski, der Wendenfreund. In: Baltische Studien. Band 10, Heft 2, Stettin 1844, S. 180–192 (Volltext in der Google-Buchsuche)
- Sechs Gefäße aus der Vorzeit des Luitizerlandes. In: Baltische Studien. Band 11, Heft 1, Stettin 1845, S. 22–79 (Volltext in der Google-Buchsuche)
- Die Landwehre der Pommern und der Polen zu Anfang des zwölften Jahrhunderts. In: Baltische Studien. Band 11, Heft 1, Stettin 1845, S. 147–190 (Volltext in der Google-Buchsuche)
- Das Pommersche Landwehr an der Ostsee. In: Baltische Studien. Band 11, Heft 2, Stettin 1845, S. 1–29 (Volltext in der Google-Buchsuche).
- Alterthümer aus der Pommerschen Landwehr an der Ostsee. In: Baltische Studien. Band 11, Heft 2, Stettin 1845, S. 30–57 (Volltext in der Google-Buchsuche).
- Die Trigorki. In: Baltische Studien. Band 11, Heft 2, Stettin 1845, S. 91–104 (Volltext in der Google-Buchsuche).
- Die Landwehre der Luitizer und der Pommern auf beiden Seiten der Oder. In: Baltische Studien. Band 11, Heft 2, Stettin 1845, S. 105–117 (Volltext in der Google-Buchsuche).
- Luitizische Landwehre. In: Baltische Studien. Band 11, Heft 2, Stettin 1845, S. 149–188 (Volltext in der Google-Buchsuche).
- Zwei Idolsteine. In: Baltische Studien. Band 11, Heft 2, Stettin 1845, S. 189–192 (Volltext in der Google-Buchsuche).
- Archäologische Untersuchungen. In: Baltische Studien. Band 12, Heft 1, Stettin 1846, S. 1–146 (Volltext in der Google-Buchsuche).
- Damaris. Zeitschrift, 5 Bände, Stettin 1860–1865 (Digitalisat, BSB München).

Mehrere Schriften zu historischen Themen veröffentlichte er in den Baltischen Studien. Sein Freund Carl Loewe komponierte mehrere Oratorien zu Giesebrechts Texten.